# Beaucoups of Blues
 Beaucoups of Blues ist das zweite Studioalbum des britischen Musikers Ringo Starr. Es erschien 1970.

## Entstehung
Ringo Starr hatte während der Aufnahmesessions zu George Harrisons Studioalbum All Things Must Pass den Pedal-Steel-Gitarristen Pete Drake kennengelernt. Ringo Starr wusste, dass Drake mit Elvis Presley und Bob Dylan zusammengearbeitet hatte und sein Ziel war es, in wenigen Tagen ein Country-Musik-Album in London aufzunehmen. Drake überzeugte Ringo Starr, auch aufgrund von finanziellen Erwägungen, die geplanten Aufnahmesessions nach Nashville (USA) zu verlegen. Ringo Starr wählte Pete Drake als Produzenten, der Komponisten für Country-Musik bat, Lieder für ein Ringo Starrs Album zu komponieren, weiterhin organisierte er die Aufnahmetermine so, dass Ringo Starr am 22. Juni 1970 nach Nashville kam und am 1. Juli 1970 wieder zurück nach England flog.
Ringo Starr sagte 2001 über die Entstehung des Albums: "George machte ein Album und ich schickte mein Auto für diesen Steel-Gitarristen und Produzenten Pete Drake aus Nashville. Also kam Pete und er bemerkte, dass ich in meinem Auto all diese Country-Bänder hatte. Ich weiß nicht, warum er darüber schockiert war, aber er sagte: 'Wow, du hast all diese Country-Tapes!' "Ja. Ich liebe Country-Musik." Er sagte: 'Nun, warum kommst du nicht nach Nashville und wir machen eine Platte?' Und ich sagte: 'Oh nein, ich gehe nicht monatelang nach Nashville, um eine Platte zu machen.' Bei den Beatles war ich so daran gewöhnt, monatelang eine Platte zu machen. Er sagte: 'Wovon redest du? Wir haben [Bob Dylans] Nashville Skyline an einem Tag gemacht" oder was auch immer. Ein paar Stunden! Also flog ich wegen ihm nach Nashville und wir machten Beaucoups Of Blues."
Drake besorgte Country- und Western-Songwritern, um Songs für Starr zu komponieren. Die ausgewählten Begleitmusiker waren in der US-amerikanischen Country-Musik bekannt; darüber hinaus war der Schlagzeuger von Elvis Presley, D. J. Fontana, und seine ehemaligen Hintergrundsänger The Jordanaires dabei; der ehemalige Gitarrist von Elvis Presley, Scotty Moore, fungierte bei diesem Album als Toningenieur. Die Aufnahmen fanden vom 25. bis 27. Juni 1970 statt.
Ringo Starr selber steuerte nur eine Komposition Coochy Coochy bei. Dieses Lied wurde in gekürzter Form als B-Seite der Single Beaucoups of Blues veröffentlicht, die bisher unveröffentlichte Originalversion ist 28 Minuten lang. Es wurden zwei weitere Titel aufgenommen: Nashville Jam erschien 1995 ebenfalls gekürzt (wie auch Coochy Coochy) auf der CD-Version. Ein weiteres Lied The Wishing Book wurde bisher nicht offiziell, sondern nur auf Bootlegs veröffentlicht.

## Veröffentlichung
Die Erstveröffentlichung von Beaucoups of Blues erfolgte am 25. September 1970 bei Apple Records. Das Album erschien in seiner Originalausführung als LP mit zwölf Titeln (Katalognummer: SMAS-3368). Im Mai 1995 erschien das Album erstmals als CD-Ausführung, dieser liegt ein 12-seitiges bebildertes Begleitheft bei, das Informationen von Staffan Olander zu den Liedern und dem Album und die Liedtexte enthält. Im August 2007 wurde das Album im Download-Format veröffentlicht.

## Artwork
Das aufklappbare LP-Cover entwarf John Kosh. Die Coverfotos wurden von Marshall Fallwell Jr. in Nashville aufgenommen. Es zeigt Ringo Starr vor der Räucherei der Musikerin Tracy Nelson. Das Foto auf der Rückseite zeigte viele der Musiker, die auf dem Album mitwirkten.

## Titelliste
Seite 1
1. Beaucoups of Blues (Buzz Rabin) – 2:33
2. Love Don’t Last Long (Chuck Howard) – 2:45
3. Fastest Growing Heartache in the West (Larry Kingston/Fred Dycus) – 2:34
4. Without Her (Sorrells Pickard) – 2:35
5. Woman of the Night (Sorrells Pickard) – 2:21
6. I’d Be Talking All the Time (Chuck Howard/Larry Kingston) – 2:10

Seite 2
1. $15 Draw (Sorrells Pickard) – 3:29
2. Wine, Women and Loud Happy Songs (Larry Kingston) – 2:18
3. I Wouldn’t Have You any Other Way (Chuck Howard) – 2:57
4. Loser’s Lounge (Bobby Pierce) – 2:23
5. Waiting (Chuck Howard) – 2:54
6. Silent Homecoming (Sorrells Pickard) – 3:55

Bonustitel 1995
1. Coochy Coochy (Richard Starkey) a – 4:48
2. Nashville Jam (Howard, Pickard, Jim Buchanan, Charlie Daniels, Pete Drake, D. J. Fontana, Buddy Harman, Junior Huskey, Ben Keith, Dave Kirby, Charlie McCoy, Jerry Reed, George Richey, Jerry Shook) – 6:39

## Mitwirkende
- Ringo Starr – Gesang, Schlagzeug, Akustikgitarre
- Jerry Kennedy – Gitarre
- Charlie Daniels – Gitarre
- Chuck Howard – Gitarre
- Dave Kirby – Gitarre
- Sorrells Pickard – Gitarre
- Jerry Shook – Gitarre
- Jerry Reed – Gitarre
- Pete Drake – Pedal-Steel-Gitarre
- Ben Keith – Pedal Steel Gitarre
- Jim Buchanan – Geige
- Grover Lavernder – Geige
- George Richey – Geige
- Charlie McCoy – Mundharmonika
- Buddy Harman – Bass
- Roy Huskey – Bass
- D.J. Fontana – Schlagzeug
- The Jordanaires – Begleitgesang
- Jeannie Kendal – Begleitgesang bei I Wouldn’t Have You Any Other Way
- Scotty Moore – Toningenieur

## Singleauskopplungen
Die Single Beaucoups of Blues / Coochy Coochy erschien am 5. Oktober 1970 als Auskopplung des Albums. In Großbritannien wurde die Single nicht veröffentlicht. Eine weitere Singleauskopplung aus dem Album erfolgte nicht.
In Portugal wurde auf der A-Seite noch das Lied Love Don’t Last Long hinzugefügt. Auf den Philippinen wurde als Interpret The Beatles featuring Ringo Starr aufgeführt.
Singles in den Charts

| Jahr | Titel              | Höchstplatzierung, Gesamtwochen, AuszeichnungChartplatzierungen (Jahr, Titel, , Platzierungen, Wochen, Auszeichnungen, Anmerkungen) | Höchstplatzierung, Gesamtwochen, AuszeichnungChartplatzierungen (Jahr, Titel, , Platzierungen, Wochen, Auszeichnungen, Anmerkungen) | Anmerkungen |
| Jahr | Titel              | DE | US | Anmerkungen |
| ---- | ------------------ | --- | --- | ----------- |
| 1970 | Beaucoups of Blues | DE43 (1 Wo.)DE | US87 (5 Wo.)US |             |

## Kommerzieller Erfolg
| ChartsChartplatzierungen       | Höchstplatzierung | Wochen |
| ------------------------------ | ----------------- | ------ |
| Vereinigte Staaten (Billboard) | 65 (15 Wo.)       | 15     |